# شوالیه‌های رؤیایی
شوالیه‌های رؤیایی (انگلیسی: Dreamy Knights) یک فیلم کمدی صامت کوتاه به کارگردانی ویلارد لوئیس است که در سال ۱۹۱۶ منتشر شد. از بازیگران این فیلم می‌توان به اولیور هاردی برت تریسی و بیلی روژ اشاره کرد.